# George Scott (bokser)
George Scott właściwie George Kelly Cramne (ur. 20 grudnia 1966 w Monrovii) – szwedzki bokser kategorii lekkiej srebrny medalista  letnich igrzysk olimpijskich  w Seulu.

## Kariera zawodowa
Od 1995 do 1997 był mistrzem świata organizacji WBU.